# Joseph von Schork

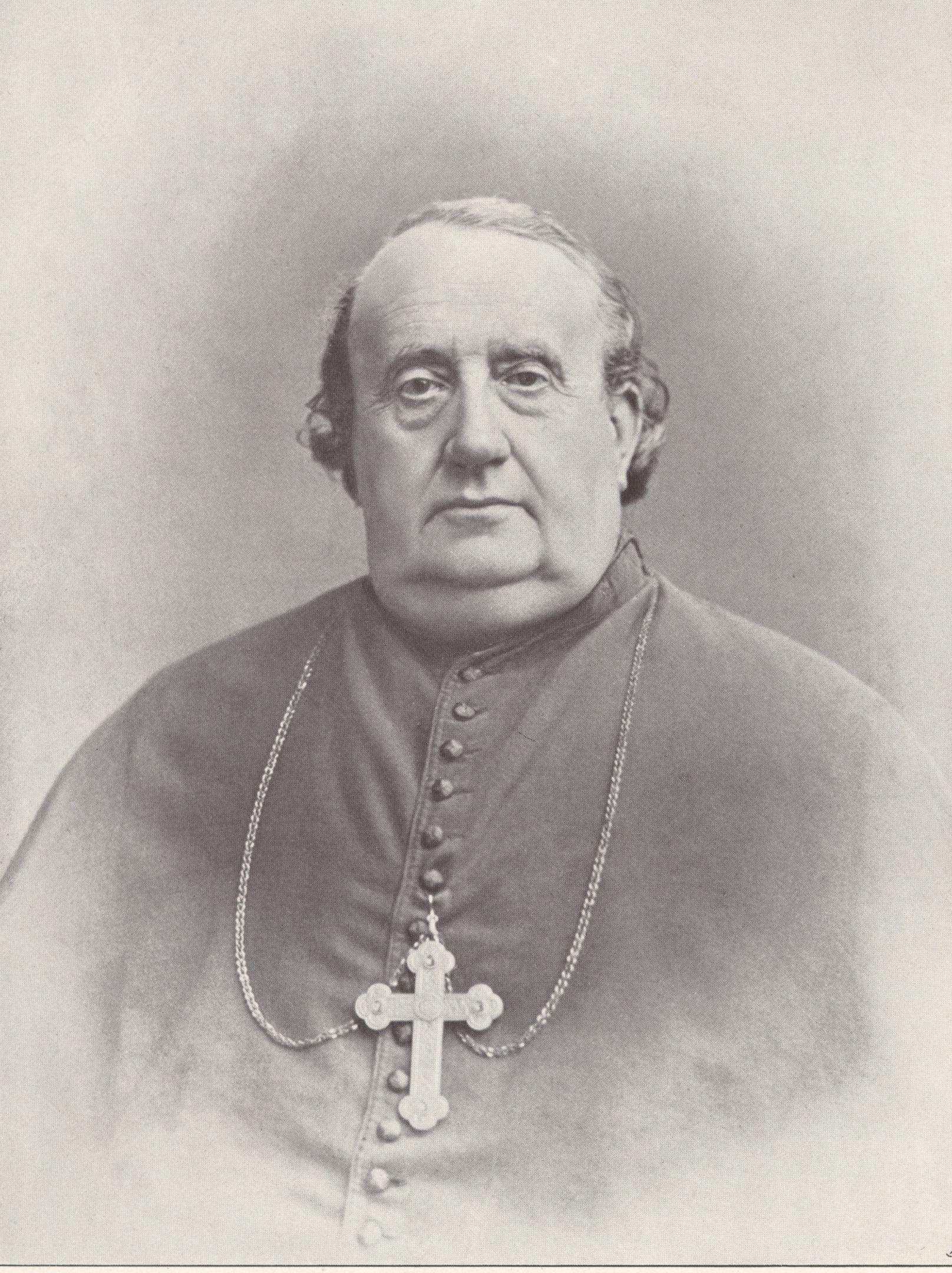
Joseph von Schork

Joseph von Schork

Joseph (von) Schork (* 7. Dezember 1829 in Kleinheubach bei Miltenberg, Unterfranken; † 25. Januar 1905) war ein deutscher Priester und Dompfarrer. Von 1890 bis 1905 war er römisch-katholischer Erzbischof des Erzbistums Bamberg.

## Leben
Joseph von Schork wurde als Sohn eines fürstlich-löwensteinischen Kutschers in einem Nebengebäude des Schlosses Kleinheubach geboren. Er besuchte die Lateinbschule in Miltenberg und das Gymnasium und Lyceum in Aschaffenburg, ehe er das Studium der Theologie in Würzburg aufnahm. Am 2. August 1854 empfing er in Würzburg die Priesterweihe. Er war Dompfarrer und Schulinspektor, wurde 1889 zum Dompropst gewählt und 1890 durch Papst Leo XIII. zum Erzbischof von Bamberg ernannt.
Die Bischofsweihe am 24. Mai 1891 spendete ihm Franz Joseph von Stein, Erzbischof von München und Freising; Mitkonsekratoren waren der Bischof von Eichstätt, Franz Leopold von Leonrod und der Bischof von Speyer, Joseph Georg von Ehrler.
Joseph von Schork war Ehrenbürger der Stadt Würzburg (Verleihung 1891), der Stadt Bamberg (Verleihung 1904) und der Gemeinde Kleinheubach (Verleihung 1891). Seit 1873 war er Ehrenmitglied der katholischen Studentenverbindung KDStV Markomannia Würzburg. 
Er starb im Bischofsamt.

## Schriften
- Trauer-Rede am Grabe des Herrn Hofrathes Wenzel von Linhart. Thein, Würzburg 1877.